# Stazione di Monterosso
La stazione di Monterosso è la stazione ferroviaria che serve Monterosso al Mare, in Liguria. La stazione è ubicata sulla Genova-Pisa, a pochi passi dalla spiaggia, in località Fegina.

## Storia
La stazione fu inaugurata il 24 ottobre 1874, contestualmente alla tratta ferroviaria Sestri Levante-La Spezia.
Il giorno 11 marzo 1918, anno in cui la stazione venne ampliata, fu attivato un prolungamento del binario d'incrocio e, contestualmente, il nuovo segnalamento di stazione comandato dall'apposita cabina per apparati centrali.
Il 15 gennaio 1962 venne inaugurato il raddoppio di binario fra Monterosso e Corniglia, comprendente la fermata di Vernazza. Per il completamento del raddoppio lato Framura, ultima sezione della "Tirrenica settentrionale" rimasta a semplice binario, si dovette attendere fino al 23 gennaio 1970. Si trattò infatti di un'opera particolarmente complessa, stante l'esigenza di operare senza interrompere l'esercizio e la contestuale necessità di sistemare la falda a monte. Risale a tale periodo la costruzione di un fabbricato accessorio contenente 6 alloggi per il personale.
Nei mesi di giugno e luglio 2011 la stazione fu servita anche dai "Treni del Mare" gestiti dall'impresa privata Arenaways, fallita di lì a poco.
Il 25 ottobre dello stesso anno una devastante alluvione seppellì parte del paese di Monterosso; proprio la presenza della fermata ferroviaria, liberata da fango e detriti, contribuì in maniera determinante alla logistica delle squadre di soccorso che da lì iniziarono il lungo lavoro di ripristino dell'abitato.

## Strutture e impianti
All'interno del fabbricato viaggiatori, realizzato su due livelli, sono ospitati diversi servizi come biglietteria, bar e sala d'attesa.
Monterosso conta tre binari per il servizio passeggeri. A causa della particolare posizione a ridosso dei monti, la stazione sorge fra tre gallerie, ragion per cui i marciapiedi si trovano in parte in galleria ed in parte all'esterno. Solitamente i binari utilizzati sono il primo e il terzo, mentre il secondo serve soltanto per le precedenze o per i capolinea di alcuni convogli.
Lo scalo merci è attualmente dismesso.

## Movimento
La stazione è servita dalle relazioni regionali Trenitalia svolte nell'ambito del contratto di servizio con la Regione Liguria, nonché da alcune relazioni a lunga percorrenza del medesimo operatore.
Da aprile a novembre la stazione è servita dal 5 Terre Express, servizio cadenzato ogni 30' tra La Spezia e Levanto.

## Servizi
La stazione dispone dei seguenti servizi:
- Biglietteria a sportello
- Biglietteria automatica
- Bar
- Servizi igienici